# خوسيه إبراهام سيسنيروس غوميز
خوسيه إبراهام سيسنيروس غوميز هو سياسي مكسيكي، ولد في 24 مايو 1969 في ولاية خاليسكو في المكسيك. نشط حزبياً في حزب العمل الوطني. وقد انتخب عضو مجلس النواب المكسيك ‏.